# Calosoma affine
Calosoma affine es una especie de escarabajo del género Calosoma, familia Carabidae. Fue descrita científicamente por Chaudoir en 1843.
Esta especie se encuentra en los Estados Unidos y México.